# Tineke Fopma
Tineke « Trijntje » Fopma, née le 21 juillet 1953 à Huins, est une coureuse cycliste néerlandaise.

## Biographie
En 1975, elle devient championne du monde de cyclisme sur route à Yvoir.

## Palmarès
- 1975
  -  Championne du monde sur route
  - 3e du championnat des Pays-Bas de poursuite
- 1976
  - 2e du championnat des Pays-Bas sur route
- 1977
  - 5e du championnat du monde sur route
- 1979
  -  Championne des Pays-Bas sur route
- 1981
  - 2e du championnat des Pays-Bas sur route